# Kancing
Kancing is een bestuurslaag in het regentschap Bengkulu Tengah van de provincie Bengkulu, Indonesië. Kancing telt 467 inwoners (volkstelling 2010).